# Jezdectví na Letních olympijských hrách 2024
Jezdectví na Letních olympijských hrách 2024 v Paříži proběhlo od 27. července do 6. srpna 2024 na zámku Versailles. Program zůstal stejný jako na předchozích hrách v Tokiu, bylo tedy rozdáno šest sad medailí, a to za individuální i týmové soutěže v drezuře, všestrannosti a parkuru.

## Přehled medailí

### Medailisté
| Kategorie                       | Zlato                                                                                 | Stříbro                                                                                                 | Bronz                                                                  |
| ------------------------------- | ------------------------------------------------------------------------------------- | --- | ---------------------------------------------------------------------- |
| Drezura (jednotlivci)           | Jessica von Bredowová-Werndlová · Německo (GER)                                       | Isabell Werthová · Německo (GER)                                                                        | Charlotte Fryová · Velká Británie (GBR)                                |
| Drezura (družstva)              | Německo (GER) · Frederic Wandres · Isabell Werthová · Jessica von Bredowová-Werndlová | Dánsko (DEN) · Daniel Bachmann Andersen · Nanna Merraldová Rasmussenová · Cathrine Laudrupová-Dufourová | Velká Británie (GBR) · Becky Moodyová · Carl Hester · Charlotte Fryová |
| Všestrannost (jednotlivci)      | Michael Jung · Německo (GER)                                                          | Christopher Burton · Austrálie (AUS)                                                                    | Laura Collettová · Velká Británie (GBR)                                |
| Všestrannost (družstva)         | Velká Británie (GBR) · Rosalind Canterová · Tom McEwen · Laura Collettová             | Francie (FRA) · Nicolas Touzaint · Karim Laghouag · Stéphane Landois                                    | Japonsko (JPN) · Tošijuki Tanaka · Kazuma Tomoto · Jošiaki Oiwa        |
| Parkurové skákání (jednotlivci) | Christian Kukuk · Německo (GER)                                                       | Steve Guerdat · Švýcarsko (SUI)                                                                         | Maikel van der Vleuten · Nizozemsko (NED)                              |
| Parkurové skákání (družstva)    | Velká Británie (GBR) · Ben Maher · Harry Charles · Scott Brash                        | Spojené státy americké (USA) · Laura Krautová · Karl Cook · McLain Ward                                 | Francie (FRA) · Simon Delestre · Olivier Perreau · Julien Epaillard    |

## Přehled medailí
| Pořadí | Země                   | Zlato | Stříbro | Bronz | Celkově |
| ------ | ---------------------- | ----- | ------- | ----- | ------- |
| 1      | Německo                | 4     | 1       | 0     | 5       |
| 2      | Velká Británie         | 2     | 0       | 3     | 5       |
| 3      | Francie                | 0     | 1       | 1     | 2       |
| 4      | Austrálie              | 0     | 1       | 0     | 1       |
| 4      | Dánsko                 | 0     | 1       | 0     | 1       |
| 4      | Švýcarsko              | 0     | 1       | 0     | 1       |
| 4      | Spojené státy americké | 0     | 1       | 0     | 1       |
| 8      | Japonsko               | 0     | 0       | 1     | 1       |
| 8      | Nizozemsko             | 0     | 0       | 1     | 1       |
| celkem | celkem                 | 6     | 6       | 6     | 18      |